# 안토니우 리마 페헤이라
안토니우 조제 리마 페헤이라(포르투갈어: António José Lima Pereira, 1952년 2월 1일, 노르트 지방 포보아 드 바르징 ~ 2022년 1월 22일)는 포르투갈의 전 축구 선수로, 현역 시절 중앙 수비수로 활약했다.

## 클럽 경력
포보아 드 바르징 출신인 리마 페헤이라는 고향의 바르징에서 축구를 시작했고, 1976-77 시즌에 24세의 나이로 프리메이라 디비상 신고식을 치렀다. 2년 후, 그는 포르투로 이적해 이후 11시즌을 북부 연고 구단과 동행했다.
리마 페헤이라는 이스타디우 다스 안타스에서 활약하면서 265번의 공식 경기에 출전했고, 국내 리그를 4번, 타사 드 포르투갈을 2번, 그리고 수페르타사 칸디두 드 올리베이라를 4번 우승했다. 그는 1983-84 시즌에 유러피언 컵위너스컵 결승전에 올랐지만, 소속 구단은 유벤투스에 1-2로 패했다. 벌써 30대 중반에 벌어든 그는 1986-87 시즌에 유러피언컵 우승을 거두었지만, 바이에른 뮌헨과의 결승전은 부상으로 결장했다.
1989년, 리마 페헤이라는 포르투를 떠나 또다른 북부 연고 구단인 세군다 디비상의 마이아에 입단했고, 2년 뒤 39세의 나이로 은퇴했다.

## 국가대표팀 경력
리마는 포르투갈 국가대표팀 경기에 20번 출전했는데, 첫 출전은 29세였던 1981년에 했다. 그는 유로 1984에 포르투갈 선수단 일원으로 참가해 프랑스에서 열린 대회 준결승까지 올라갔다.

## 사생활과 최후
리마 페헤이라의 두 동생 안토니우(1966년생)와 파울루(1967년생) 모두 프로 축구 수비수였다. 둘 모두 바르징에서 축구를 시작했고, 각각 펠게이라스와 히우 아브에서 활약해 1부 리그에서 각각 33경기, 113경기를 출전했다. 그의 조카 티아구도 바르징에서 활약했다.
2022년 1월 22일, 리마 페헤이라는 향년 69세로 영면에 들었다.

## 수상
바르징
- 세군다 디비상: 1975–76

포르투
- 프리메이라 디비상: 1978–79, 1984–85, 1985–86, 1987–88
- 타사 드 포르투갈: 1983–84, 1987–88
- 수페르타사 칸디두 드 올리베이라: 1981, 1983, 1984
- 유러피언컵: 1986–87
- 유러피언 슈퍼컵: 1987
- 인터콘티넨털컵: 1987